# California Substance Abuse Treatment Facility and State Prison, Corcoran

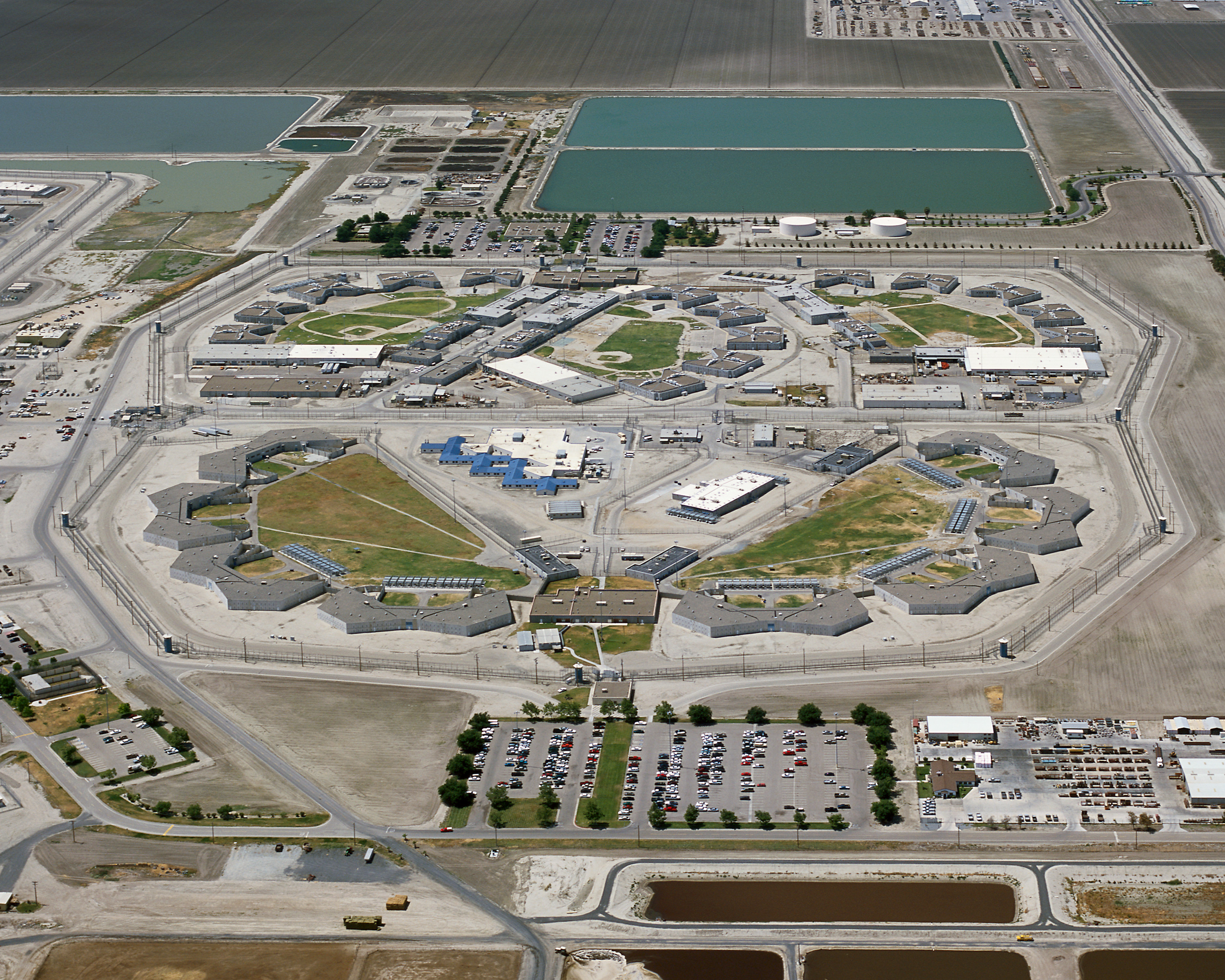
Bilden visar det närliggande fängelset California State Prison, Corcoran. Man kan se lite av SATF uppe till vänster.

California Substance Abuse Treatment Facility and State Prison, Corcoran (SATF) är ett delstatligt fängelse för manliga intagna och är belägen i den södra delen av staden Corcoran i Kalifornien i USA, direkt söder om ett annat fängelse California State Prison, Corcoran. Fängelset förvarar främst intagna som har missbruksproblem och är klassificerade för någon av säkerhetsnivåerna medel, hög och maximal. Själva anstalten är byggd utifrån syftet att rehabilitera dessa från sina missbruk och driver ett av USA:s största avvänjningsprogram i fängelsemiljö. SATF har en kapacitet på att förvara 3 424 intagna men för den 20 april 2022 var det överbeläggning och den förvarade 4 466 intagna. Anstalten är delstaten Kaliforniens största delstatliga fängelse.
Fängelset uppfördes mellan maj 1995 och augusti 1997 till byggkostnad på minst 383 miljoner amerikanska dollar. Den invigdes den 4 augusti 1997.
Personer som varit intagna på SATF är bland andra Robert Downey Jr. och Phil Spector.